# Brian Boru
Brian Bórumha mac Cennétig (noto con i nomi inglese di Brian Boru e irlandese di Brian Boraime) (Killaloe, 941 circa – Clontarf, 23 aprile 1014) fu sovrano supremo d'Irlanda dal 1002 al 1014.
Sebbene non si conosca in dettaglio la data esatta della sua nascita, essa deve essere fatta risalire agli inizi del X secolo nei pressi di Killaloe (allora Kincora). Suo padre era Cennétig mac Lorcáin, sovrano di Thomond, mentre sua madre era Bé Binn ingen Murchada, figlia del re del Connacht occidentale.

## Biografia

### Le origini
Brian Boru nacque probabilmente intorno al 941 nei pressi della città di Killaloe nella regione di Thomond e studiò nell'Isola di Innisfallen con il cattedratico Maelsuthain O'Carroll. 
Alla morte del padre, sovrano della regione, la corona passò a suo fratello maggiore Mathgamain, e quando quest'ultimo venne assassinato nel 976 la corona passò a Brian e successivamente egli divenne sovrano dell'intero regno del Munster. Anche sua madre venne uccisa dai vichinghi quando era ancora un bambino.
Nel 1002 Brian costrinse l'allora Sovrano supremo d'Irlanda Máel Sechnaill mac Domnaill a cedergli la corona, facendo bene attenzione a non restare sovrano d'Irlanda solo in maniera nominale, ma cercando di diventare veramente re di tutti gli irlandesi. Per questo motivo indusse tutti i governanti irlandesi a riconoscere la sua autorità nel 1011, ma questa situazione di equilibrio ebbe vita breve. L'anno successivo infatti il re del Leinster si ribellò all'autorità di Brian, e, sebbene le sue armate subissero un duro colpo nella battaglia di Clontarf nel 1014, lo stesso Brian cadde vittima dello scontro insieme a molti altri leader del Munster. Il suo corpo venne sepolto a Faugher nel Dundalk.
L'origine del suo cognomen Boru o Boruma (tributo) dovrebbe essere collegata all'usanza del suo clan, i Dál gCais di lasciare al clan a cui dovevano obbedienza, gli Eóganachta, il tributo di una mandria di bestiame per l'attraversamento del fiume Shannon.
Un'altra versione, più leggendaria, vuole che il cognome venga dalla sua abitudine di prendere tributi dai suoi vassalli per ricostruire monasteri e librerie che erano andati distrutti durante l'invasione dei Vichinghi.

### I Dál gCais
Brian Boru apparteneva al clan dei Dál gCais (Dalcassiani), che occupava il territorio che si estendeva in maniera disordinata il corso del fiume più largo d'Irlanda, lo Shannon, un territorio che in seguito sarebbe stato noto come regno di Thomond e che oggi si estende lungo le contee di Clare e Limerick.
Lo Shannon poteva essere utilizzato come facile via per rapidi raid contro le province del Connacht, lungo la riva occidentale, e di Meath lungo quella orientale. Sia il padre di Brian che suo fratello maggiore condussero numerose di queste spedizioni alle quali deve sicuramente aver partecipato anche il giovane Brian.
Un'importante influenza sui Dalcassiani la ebbe la presenza della città Hiberno-Normanna di Limerick posta sull'isola nell'estuario del fiume Shannon (oggi nota come King's Island). Anche se il rapporto tra Dalcassiani e Hiberno-Normanni fu certamente ostile, ciò non significa che non ci siano stati periodi di pace e di commerci e sicuramente il clan irlandese trasse vantaggio da tali rapporti imparando nuove tecniche di costruzioni navali e il miglioramento dei loro armamenti, che sicuramente influirono sul loro successo nei confronti degli altri clan irlandesi.

### Mathgamain
Nel 964 il fratello di Brian Boru, Mathgamain ottenne il dominio sull'intero territorio del Munster catturando la rocca di Cashel, sede principale del clan rivale degli Eóganacht. Il sovrano Eóganacht Máelmuad mac Brain, organizzò un'alleanza contro di loro, che comprendeva almeno uno dei sovrani del Munster ed il sovrano vichingo Ivar di Limerick. Nella battaglia di Sulcoit un esercito Dalcassiano guidato da Mathgamain e Brian Boru sconfisse l'esercito hiberno-normanno di Limerick portando al saccheggio e alla distruzione della città. Dopo la pesante sconfitta, Máelmuad pensò bene che laddove non poteva la forza avrebbe vinto l'astuzia, e nel 976 attirò Mathgamain in un agguato mortale fingendo di voler trattare la pace. Fu in quella circostanza sfortunata che Brian, all'età di trentacinque anni, divenne il nuovo condottiero dei Dalcassiani. Brian si adoperò immediatamente per vendicare la morte di suo fratello e ripristinare il dominio Dalcassiano sul Munster. In rapida successione attaccò e sconfisse gli hiberno-normanni di Limerick e poi Máelmuad. Poco prima o poco dopo la vittoria su Máelmuad, Brian sconfisse quel che restava dell'esercito nemico nella Battaglia di Cathair Cuan. Dopo aver sconfitto i capi di Limerick, Brian permise agli hiberno-normanni di restare nella regione e diede in sposa a Cain, successore di Máelmuad, sua figlia Sadhbh.

### Estendere il dominio
Dopo aver stabilito un indiscutibile dominio sulla sua terra natale del Munster, Brian Boru si volse ad estendere il proprio dominio sulla provincia occidentale del Connacht e su quella orientale del Leinster. Nel fare ciò entrò in conflitto con il Supremo sovrano d'Irlanda Máel Sechnaill mac Domnaill che governava sulla provincia di Meath.
I successivi quindici anni videro i continui attacchi di re Máel Sechnaill contro il Munster ed il Leinster mentre Brian Boru, come prima suo padre e suo fratello, risaliva lo Shannon per sferrare i suoi attacchi contro il Connacht ed il Meath.
Brian assistette a diversi cambi di fortuna, ma fece tesoro delle sue esperienze, e sviluppò una strategia militare che gli avrebbe regalato diversi successi nella sua campagna. Egli si servì dell'uso combinato di forze di terra e di mare, queste ultime, composte da equipaggi Hiberno-normanni dei territori sotto il suo dominio, fornivano supporto diretto e indiretto alle sue forze di terra.
Grazie a questa strategia nel 996 Brian Boru ottenne il dominio del Leinster inducendo l'anno successivo il re Máel Sechnaill a raggiungere un compromesso. Riconoscendo l'autorità di Brian sul Leth Moga, ovvero sul territorio che includeva le province del Leinster e del Munster, Máel Sechnaill perse gradualmente il controllo delle altre province del Meath, del Connacht e dell'Ulster.
Proprio a causa di ciò venne destituito nel 998 e rimpiazzato da Máelmorda mac Murchada. Date le circostanze nelle quali era stato eletto, non stupisce il fatto che Máelmorda si ribellò apertamente all'autorità di Brian Boru. Per tutta risposta Brian raccolse tutte le forze del regno del Munster e si decise a mettere sotto assedio la città di Dublino sede dell'alleato e cugino del re ribelle, Sigtrygg Barba di Seta. Máelmorda e Sigtrygg unirono i loro eserciti e nel 999 affrontarono Brian Boru nella battaglia di Glenmama. Tutti gli Annali irlandesi concordano nel fatto che fu una battaglia particolarmente cruenta, che si prolungò dall'alba alla notte, e che le forze combinate del Leinster e di Dublino persero non meno di 4.000 uomini.
Brian Boru ottenne la vittoria sul campo e catturò e saccheggiò Dublino. Anche questa volta però preferì perseguire una politica di riconciliazione e permise a Sigtrygg di riprendere il trono di Dublino, dandogli in moglie una delle sue figlie, proprio come aveva fatto in precedenza con Cain, re di Limerick.
Fu forse in questa occasione che Brian sposò la madre di Sigtrygg e sorella di Máelmorda, la regina Gormflaith.

### La lotta per l'Irlanda
Re Brian Boru dimostrò chiaramente che le sue ambizioni non erano state soddisfatte dal compromesso del 997 e nell'anno 1000 guidò un esercito combinato di truppe del Leinster, Limerick e Dublino contro la provincia del Meath.
Egli intendeva in questo riprendere la lotta per il totale controllo dell'Irlanda; l'alleato più importante di Máel Sechnaill era Cathal mac Conchobar mac Taidg, sovrano del Connacht, e ciò comportava diversi problemi.
Le province di Connacht e Meath erano separate dal confine naturale del fiume Shannon che veniva utilizzato dalla forze navali di Brian per sferrare i suoi raid, ma era anche un'ottima barriera per i due regni alleati.
Máel Sechnaill ebbe un'idea molto ingegnosa, fece costruire due ponti che univano le due rive opposte, facendo così da barriera per impedire alle navi di Brian di risalire il corso del fiume e al tempo stesso permetteva ai due eserciti alleati di portarsi rapidamente da una riva all'altra delle due province.
Gli annali irlandesi affermano che nell'anno 1002 Máel Sechnaill cedesse la sua corona a Brian ma non ne spiegano le motivazioni, il Cogadh Gaedhil re Gallaibh sostiene che Brian Boru abbia sfidato Máel Sechnaill a combattere sulla collina di Tara nella provincia di Meath e che il sovrano del Meath avesse chiesto un mese di tregua per raccogliere il proprio esercito. Quando quest'ultimo non riuscì ad ottenere l'aiuto degli altri sovrani alleati, fu costretto a sottomettersi a Brian per evitare la totale sconfitta.
Questa versione dell'episodio è difficilmente credibile, vista la strategia di Brian in guerra, per cui avrebbe sicuramente approfittato di un simile svantaggio del suo avversario per attaccarlo prontamente. 
L'unico elemento certo è che nel 1002 Brian Boru divenne il nuovo Sovrano supremo d'Irlanda.
Determinato ad essere il sovrano effettivo di tutta l'Irlanda, Brian si rivolse ora contro l'unica provincia che non aveva riconosciuto il suo potere: l'Ulster.
Il territorio dell'Ulster era un'autentica sfida, esistevano infatti tre percorsi da utilizzare per invadere la regione e tutte e tre avrebbero largamente favorito i difensori. Brian avrebbe prima dovuto trovare il modo di aggirare questi tre ostacoli e solo così avrebbe potuto sottomettere la provincia ribelle dell'Ulster. Questa campagna, nella quale fece uso nuovamente dei suoi attacchi coordinati da terra e da mare, durò dieci anni, dimostrando così l'estrema difficoltà della sua impresa, ma una volta penetrato nell'Ulster, sconfisse e sottomise uno ad uno tutti i sovrani della regione.

### Sovrano di tutta l'Irlanda
Fu durante questo periodo che Brian cercò di ottenere il controllo totale dell'Irlanda, parallelamente alla sottomissione dell'Ulster. 
In Irlanda la Chiesa cristiana aveva i suoi epicentri non nelle diocesi e nelle arcidiocesi ma nei monasteri spesso amministrati da influenti abati appartenenti ai clan dominanti locali.
Fra i monasteri più importanti c'era il monastero di Armagh, situato nella provincia dell'Ulster. Nella cronaca irlandese Libro di Armagh si narra che nel 1005 donasse ventidue once d'oro al monastero e proclamò il monastero capitale religiosa di tutta l'Irlanda e che tutti gli altri monasteri avrebbero dovuto inviare ad esso tributi ogni anno.
Fu questa una manovra molto saggia che garantì la fedeltà dell'Ulster alla sua corona, poiché fintanto che Brian fosse stato re d'Irlanda il monastero di Armagh avrebbe continuato a godere dei suoi privilegi. È interessante a questo proposito che il Libro di Armagh non si riferisce a Brian con il titolo di Ard Ri (Supremo sovrano) ma lo dichiarava Imperatore d'Irlanda.

### Nuova ribellione di Máelmorda
Nel 1012 Máelmorda mac Murchada re di Leinster, che si era sottomesso all'autorità di Brian, si ribellò ad essa. Il Cogadh Gaedhil re Gallaibh narra che uno dei figli di Brian avesse insultato Máelmorda che fu allora indotto a ribellarsi a Brian.
Qualunque fossero le vere ragioni, Máelmorda cercò nuovi alleati contro Brian e lo trovò in un sovrano dell'Ulster che si era recentemente sottomesso all'autorità di Brian Boru.
Insieme essi attaccarono la provincia del Meath e nel 1013 Brian si mise a capo di un esercito diretto nel Leinster, un distaccamento guidato da suo figlio Murchadh mise a ferro a fuoco la provincia del Leinster per tre mesi. Il 9 settembre 1013 gli eserciti di Brian e Murchadh si riunirono sotto le mura di Dublino. La città fu messa sotto assedio, ma presto l'esercito del Supremo sovrano soffrì di mancanza di approvvigionamenti e fu costretto a tornare nel Munster intorno a Natale.
Máelmorda sperava forse nell'appoggio degli altri sovrani regionali per costringere Brian a sottomettersi a lui. Se così era restò deluso, poiché sebbene le province dell'Ulster e del Connacht non fornissero truppe a Brian si rifiutarono di appoggiare il re ribelle. A causa dell'incapacità di ottenere rinforzi dai sovrani locali, Máelmorda chiese aiuto dall'esterno nella persona di suo cugino e vassallo Sigtrygg, sovrano di Dublino.
Sigtrygg partì dalle Isole Orcadi e lungo il tragitto fece tappa nell'Isola di Man che aveva un forte legame con il suo regno. Già in precedenza da questi territori erano giunti aiuti al padre di Sigtrygg, re Amlaíb Cuarán nel 980. I guerrieri vichinghi erano attirati dalla possibilità di fare bottino e non dalla conquista territoriale, quindi contrariamente a quanto afferma il Cogadh Gaedhil re Gallaibh la loro partecipazione non fu un tentativo dei vichinghi di riconquistare l'Irlanda. 
Tutte le popolazioni normanne, compresi i Normanno-Gaeli di Dublino, si misero al servizio di Máelmorda. Occorre ricordare che anche il Supremo sovrano Brian Boru aveva dei mercenari vichinghi nel proprio esercito, formato in gran parte dagli Hiberno-Normanni di Limerick (e probabilmente quelli di Waterford, Wexford, e Cork), ed addirittura, secondo alcune cronache, una banda rivale dei vichinghi provenienti dall'Isola di Man.
Qualunque fossero gli alleati giunti dall'esterno, l'esercito di Brian si radunò raccogliendo le truppe del Munster, del Connacht meridionale e del Meath, quest'ultimo comandato dal suo antico rivale Máel Sechnaill mac Domnaill. Probabilmente l'entità del suo esercito era così superiore al nemico che Brian decise di inviare un distaccamento guidato dal suo figlio più giovane Donnchad, per devastare le terre del Leinster e indurre così Máelmorda a ritirare le truppe per soccorrere il suo regno. Tuttavia questa superiorità numerica durò poco perché una controversia con il re del Meath spinse quest'ultimo a ritirare il proprio contingente. 
A complicare la situazione, le truppe vichinghe guidate da Sigurd Hlodvirsson re delle Orcadi e da Brodir sovrano dell'isola di Man, arrivarono in Irlanda il 18 aprile 1014.
Lo scontro ebbe luogo a nord della città di Dublino, presso Clontarf (ora un prospero sobborgo), e, secondo le cronache irlandesi, la battaglia infuriò per tutto il giorno e costò la vita del re.
Ci sono molte leggende riguardo a come Brian venne ucciso, dalla morte in un eroico combattimento uomo a uomo ad essere ucciso dal Vichingo mercenario Brodir mentre pregava nella sua tenda a Clontarf. Dopo la sua morte, il suo corpo fu portato a Swords presso Dublino per essere vegliato e poi a Armagh per la sepoltura. La sua tomba si dice che sia nella parete nord della Cattedrale di St. Patrick, nella città di Armagh.

## Analisi storica
L'immagine popolare di Brian Boru, ovvero il condottiero irlandese che guidò le sue armate per scacciare gli invasori vichinghi, si originò da uno scritto risalente al XII secolo dal titolo Cogadh Gaedhil re Gallaibh (Guerra degli Irlandesi contro gli Stranieri) nella quale Brian ha un ruolo fondamentale. Quest'opera propagandistica venne probabilmente commissionata da un discendente di Brian, Muirchertach Ua Briain, il quale intendeva così giustificare le pretese della casata degli Ua Briain (O'Brien) sulla corona del Sovrano supremo, allora sotto il monopolio degli Ui Neill (O'Neill).
L'influenza di quest'opera sugli studiosi accademici e sulla letteratura popolare non deve essere sottovalutata. Fino agli anni settanta molti studiosi della figura di Brian Boru e della presenza vichinga in Irlanda considerarono sempre il Cogadh Gaedhil re Gallaibh come una fonte attendibile.
Tuttavia Brian Boru non liberò l'Irlanda dagli invasori vichinghi per il semplice motivo che questi ultimi non invasero mai l'isola durante il suo regno. Nell'ultimo decennio dell'VIII secolo ebbero inizio le scorribande vichinghe in Irlanda, da cui ebbero origine nel IX secolo ad alcuni insediamenti a Dublino, Waterford, Wexford, Limerick e Cork, ma nell'arco di poche generazioni gli abitanti di queste colonie si mescolarono con le popolazioni locali dando luogo alla popolazione degli Hiberno-Normanni, assumendo usi e costumi irlandesi ed integrandosi nello scenario politico d'Irlanda molto prima della nascita di Brian Boru.

## Altre informazioni
La sua reputazione di santo non sembra essere di origine irlandese e in Irlanda non esiste alcuna prova certa di culto. I Bollandisti menzionano Brian Bòruimhe, tra i praetermissi, al 12 marzo. 
Il termine Brian Boru viene anche applicato per indicare l'arpa di Brian Boru che è l'emblema nazionale della Repubblica d'Irlanda, e che appare sul retro delle monete irlandesi dell'Euro. L'arpa di Brian Boru appare paradossalmente sull'emblema della provincia di Leinster e si trova anche nell'insegna della birra Guinness.
The Spire (il Pinnacolo), il celebre monumento dublinese in O'Connell Street viene anche chiamata pinnacolo di Brian Boru.

## Influenza sui media
- Miles O'Brien, personaggio di Star Trek: The Next Generation e Star Trek: Deep Space Nine , si definisce un discendente di Brian Boru;
- La folk band italiana Jumboreel ha pubblicato la canzone Clontarf, contenuta nell'album Terramare (2017), dove viene narrata la storia della battaglia di Clontarf.<<
- La band Celtic Folk Black Metal irlandese Cruachan ha pubblicato la canzone Born For War (The Rise of Brian Boru), contenuta nell'album Blood for the Blood God (2014), dove  vengono narrate le imprese di Brian Boru e del suo clan. Anni prima, nel 1995, la stessa band dedica all'eroe irlandese la canzone Brian Boru, contenuta nell'album Tuatha Na Gael